# 포르토베네레
포르토 베네레(이탈리아어: Comune di Porto Venere)는 이탈리아 리구리아주에 위치한 코무네이다. 3개의 마을로 구성되어 있으며, 팔마리아섬, 티노섬, 티네토섬이 있다. 1997년 세계유산으로 지정되었다.